# Que se mueran los feos (novela)
Que se mueran los feos (en francés, Et on tuera tous les affreux)  es una novela policíaca humorística de Vernon Sullivan, uno de los numerosos seudónimos de Boris Vian. Apareció por primera vez bajo forma de folletín en el periódico France-Dimanche, entre febrero y abril de 1948, e interrumpida el día 11 de ese mes. La versión definitiva, ampliada y corregida, apareció en junio de 1948 en las Éditions du Scorpion. Este libro, como otros muchos del autor, ha sido primeramente atribuido a cierto autor estadounidense, Vernon Sullivan, del que Vian se presentaba como traductor.

## Argumento
La historia comienza in media res: en el interior de una sala de baile, una noche en la ciudad de Los Ángeles. El héroe es un joven bellezón de nombre Rock Bailey, un gigoló de ciertas damas. Sin embargo, Bailey se niega a perder su virginidad, que desea conservar hasta el día en que cumpla veinte años. La tarde previa, aparece drogado en la clínica del doctor Schutz (que hace referencia al doctor Marcel-Paul Schützenberger, amigo personal de Boris Vian), donde se le intenta forzar para hacer el amor con su espléndida hija, cosa que este se niega a hacer. Rocky decide a continuación investigar en profundidad las actividades del doctor Schutz y sus sospechosas experiencias. Lo ayudarán su amigo Gary y un taxista, Andy Sigman, que se une a la pareja.

## Peculiaridad de la novela
A la diferencia de las demás novelas firmadas por Vernon Sullivan, que están escritas en el más puro estilo de la novelas negra norteamericana de la época, Que se mueran los feos es una obra burlesca, muy graciosa, con numerosas peripecias y situaciones inesperadas. Una novela que por su estilo se acerca más al Boris Vian novelista que al Vernon Sullivan anterior. Se la ha relacionado con la novela El otoño en Pekín.

## Editores
- 1948, Éditions du Scorpion.
- 1960, Editions Le Terrain Vague
- 1965, Éditions Eric Losfeld
- 1970, Éditions 10/18
- 1975, Christian Bourgois éditeur
- 1997, Éditions Pauvert